# Paralaudakia himalayana
Espèce
Synonymes
- Stellio himalayanus Steindachner, 1867
- Laudakia himalayana (Steindachner, 1867)
- Agama isozona Werner, 1899

Paralaudakia himalayana est une espèce de sauriens de la famille des Agamidae.

## Répartition
Cette espèce se rencontre au Turkménistan, en Afghanistan, au Pakistan, au Jammu-et-Cachemire en Inde, au Népal, au Tibet et au Xinjiang en République populaire de Chine.
Sa présence est incertaine au Tadjikistan.

## Étymologie
Cette espèce est nommée en référence au lieu de sa découverte, l'Himalaya.

## Publication originale
- Steindachner, 1867 : Reise der österreichischen Fregatte Novara um die Erde in den Jahren 1857, 1858, 1859 unter den Befehlen des Commodore B. von Wüllerstorf-Urbair (1861) - Zoologischer Theil - Erste Band - Reptilien p. 1-98.